# 루이스 서스톤
루이스 서스톤(Louis Leon Thurstone, 1887년 5월 29일 ~ 1955년 9월 30일)은 심리 및 심리 물리학 분야를 개척한 미국의 선구자이다. 그는 '비교 판단의 법칙'으로 알려진 측정 방법을 구상했으며, 요인 분석에 기여한 것으로 잘 알려져 있다.

## 지능
루이스 서스톤은 지능을 여러 지능들이 집합적으로 통합된 맥락에서 이해했으며 이는 찰스 스피어만의 여러 지능의 기저에 근본적인 지능(g인자)이 있을것이라는 맥락의 지능과는 구별해볼 수 있다.

## 같이 보기
- 찰스 스피어만
- 하워드 가드너
- 로버트 스턴버그